# ویلیام دی. بلاکسهام
ویلیام دانینگتون بلاکسهام (William Dunnington Bloxham)‏ (۹ ژوئیه ۱۸۳۵–۱۵ مارس ۱۹۱۱)، سیزدهمین و هفدهمین فرماندار فلوریدا بود. قبل از نخستین دورهٔ فرمانداری خود در مجلس نمایندگان فلوریدا خدمت می‌کرد.
در میان دوره‌های خدمت خویش به عنوان فرماندار، در زمان فرمانداری فرانسس پی. فلمینگ به‌عنوان بازرس ایالتی خدمت می‌کرد. بلاکسهام تنها دومین فرماندار فلوریدا بود که در این ایالت متولد شده بود.

## اوایل زندگی و حرفه
بلاکسهام پسر ویلیام و مارتا (فامیل ویلیام) بلاکسهام در مزرعه‌ای در شهرستان لئون ایالت فلوریدا متولد شد. پدربزرگ بزرگ وی به هدف اداره مزرعه جورج واشینگتن از انگلستان مهاجرت نموده بود و پدربزرگش به سبب جنگ ۱۸۱۲ مشقت‌های زیادی را متحمل شده بود. پدر بلاکسهام از الکساندریای ایالت ویرجینیا بود و برای ادارهٔ مزرعه‌ای در سال ۱۸۲۵ به شهرستان لئون رفت و در آنجا یکی از جمله معدود مهاجرین سفیدپوست در منطقه تحت تسلط سرخ‌پوستان آمریکا بود. ویلیام بزرگ در جنگ‌های سمینول خدمت کرد. مارتا بلاکسهام در شهرستان تویگز در ایالت جورجیا متولد شد و در کودکی به فلوریدا نقل مکان نمود.
بلاکسهام جوان قبل از این‌که در سن ۱۳ سالگی به مدرسه ابتدائی در ویرجینیا فرستاده شود، وارد مدرسه شهرستان در فلوریدا شد. در هفت سال بعدی، بلاکسهام به مدارس ویرجینیا از جمله آکادمی راپاهانوک که آموزگاران وی منجمله سناتور ویلیام ماهون، سناتور ایالات متحده آمریکا در آنجا بودند، حضور یافت. بلاکسهام در سال ۱۸۵۵ از کالج ویلیام و مری فارغ و دیپلم حقوق را از آن کالج به‌دست‌آورد. او در کانون وکلای دادگستری فلوریدا پذیرفته شد، اما زمانی‌که سلامتی‌اش رو به وخامت گرائید، به اروپا سفر نمود و پس از برگشت از اروپا زندگی فعال‌تری را به عنوان کشاورز انتخاب نمود. در نوامبر سال ۱۸۵۶ ویلیام و مری به منظور ازدواج به زادگاه‌اش به لیچبرگ ایالت ویرجینیا سفر نمودند.
بلاکسهام علاقه‌مند سیاست شد و در انتخابات ریاست‌جمهوری سال ۱۸۵۶ برای جیمز بیوکنن فعالانه کمپین نمود. بلاکسهام در سال ۱۸۶۱ بدون مخالفت به مجلس نمایندگان فلوریدا انتخاب شد. با تشدید جنگ داخلی در سال ۱۸۶۲، بلاکسهام گروهان نظامی پیادهٔ شهرستان لئون را ایجاد کرد و در جریان جنگ آن را فرماندهی نمود. بعد از جنگ، بلاکسهام به شدت با بازسازی مخالفت نمود و با استفاده از شهرت خویش به عنوان سخنگو، صدای پیشتاز در میان دموکرات‌ها بود. بلاکسهام در انتخابات سال ۱۸۶۸ به‌عنوان عضو شورای گزینندگان ریاست‌جمهوری در تکت انتخاباتی دموکرات برای هوراتیو سیمور/فرانسیس پی. بلر، جونیور، خدمت کرد.

## جنجال انتخاباتی ۱۸۷۰
بلاکسهام در سال ۱۸۷۰ در مرکز طوفان شدید سیاسی در یکی از خشونت‌آمیزترین دوره‌های ایالت فلوریدا بود. سیاست‌گران خوش‌نشین جمهوری‌خواه، در فلوریدا با مقاومت غالباً خشونت‌آمیز گروهی به‌نام کو کلاکس کلن مواجه شدند. در روز انتخابات سال ۱۸۷۰، به درخواست فرماندار هریسون رید، در شهرستان‌هایی با سطح خشونت بالا، سیلی از نیروهای فدرال جابجا شدند. هرج ومرج آن‌روز را ویلیام کیپرز برد، عضو کنوانسیون قانون اساسی براه انداخت که با نشانه گرفتن اسلحه دستی به طرف رابرت میاکام، سناتور آفریقایی آمریکایی در زینه‌های دادگاه در مانتیسلو، طبق گزارش‌ها هشدار می‌داد که «هیچ سیاه‌پوست لعنتی در این‌جا رأی داده نمی‌تواند».
زمانی‌که رأی‌گیری در نهایت پایان یافت، چنان به نظر می‌رسید که بلاکسهام در رقابت با ستوان فرماندار پیروز انتخابات شده‌است. جمهوری‌خواهان از هرج و مرج آن‌روز به عنوان بهانه برای باطل سازی آرای نُه شهرستان عمدتاً دموکرات استفاده نمودند، اما بلاکسهام از دادگاه فلوریدا خواست تا با صدور حکم قضائی از اعلام نتایج ملوث جلوگیری نماید. یک قاضی حوزهٔ قضائی در این مورد حکم قضائی صادر نمود، اما هیئت منصفه عالی قاضی مذکور را متهم نمودند. با زندانی شدن قاضی حوزوی، هیئت پروپاگنداچی انتخاباتی تحت رهبری جمهوری‌خواهان، برگه‌های رأی کافی را برای براندازی پیروزی بلاکسهام، به نفع ساموئل. تی. دی جمهوری‌خواه، باطل نمودند.
بلاکسهام جنجال انتخاباتی را به دادگاه عالی فلوریدا اقامه نمود و در ۱۰ ژانویه سال ۱۸۷۱ به منظور بازشماری مجدد آرا، برای حکم مانداموس درخواست داد. در حالی‌که دادستان کل ایالت فلوریدا با صدور دستور شمارش مجدد آراء مخالفت ورزید، اما رئیس دادگاه عالی از بلاکسهام طرفداری نمود. قانون‌گذاران جمهوری‌خواه در وهلهٔ نخست با لغو قانونی که هیئت پروپاگنداچی انتخاباتی را ایجاد نمود، مخالفت نمودند و دادگاه عالی نتوانست پس از پایان کار هیئت، هیئت را مجبور به شمارش مجدد آراء نماید. در ۲۰ فوریه سال ۱۸۷۱، بلاکسهام به منظور به چالش کشیدن پیروزی دی، از دادگاه عالی حکم قانونی انحصاری را درخواست نمود. اما این پرونده الی ۱۵ نوامبر همان سال شروع نشد. در ۱ ژوئن سال ۱۸۷۲ بالاخره دادگاه به پیروزی بلاکسهام در انتخابات سال۱۸۷۰ حکم صادر نمود، حکم دادگاه زمانی صادر شد که بلاکسهام تمامی جلسات سنای ایالتی در این دوره را از دست داده بود، یعنی آن دوره عملاً به پایان رسیده بود. با وجودی‌که بلاکسهام در ۳ ژوئن سوگند یاد نمود، مگر وی نتوانست یگانه وظیفهٔ نائب فرمانداری را که ریاست مجلس سنا بود، انجام دهد. از همین‌رو، اسم وی در فهرست نائب فرماندارهای فلوریدا وجود ندارد. علی‌رغم این‌همه، صدور حکم پیروزی بلاکسهام، این نخستین پیروزی حزب دموکرات ایالت فلوریدا از زمان جنگ بود.

## فرمانداری و خرید زمین دیستون
بلاکسهام در تابستان سال ۱۸۷۲ به اتفاق آراء در کنوانسیون دموکرات جکسون‌ویل معرفی شد تا به‌عنوان معاون رابرت بولاک سرتیپ فدرال نامزد شود. در ماه نوامبر طوفان شدید روز انتخابات، سبب کاهش تعداد آراء شد و بلاکسهام توسط نامزد جمهوری‌خوان به‌نام آشن بی. هارت با ۱٬۲۰۰ رأی شکست خورد. هارت که دو سال قبل تلاش کرده بود تا کرسی سنای ایالت آبایجا گیلرت در سنای ایالات متحده آمریکا را به‌دست‌آورد، کمتر از یک سال پس از دورهٔ ریاست جمهوری‌اش درگذشت. بلاکسهام در کمیتهٔ اجرائی دموکرات ایالتی خدمت کرد و در کمپین فرماندار جورج فرانکلین درو، فعالانه شرکت نموده و به آمریکایی‌های آفریقایی که به وی رأی داده بودند، وعده حمایت داد. بلاکسهام به‌عنوان وزیر امور خارجه تعیین شد.
در ماه ژوئن سال ۱۸۸۰ بلاکسهام مجدداً نامزد فرمانداری شد و ازین‌رو از سمت وزارت خارجه استعفا داد. در دومین تلاش خویش با اخذ ۵٬۰۰۰ رأی برنده انتخابات شد و در ۴ ژوئیه سال ۱۸۸۱ طی مراسمی به کار خویش آغاز نمود. بلاکسهام بدهی به ارزش یک میلیون دلار و دعوی رهن میلیون‌ها جریب زمین فلوریدا را از حکومت قبلی به میراث برد. قبل از تکمیل نخستین ماه فرمانداری‌اش، بلاکسهام و فلوریدا موافقت نامه‌ای را با همیلتون دیستون وارث کارخانه تولید ارهٔ فیلادلفیا به امضاء رسانیدند که به موجب آن دیستون به تخلیه آب‌های فاضله یا زهکشی زمین‌های اولگلیدز مبادرت ورزیده و نیمی از زمین‌های را که وی احیا می‌نمود، وصول کرد. با برنامه‌ریزی فعالانه دیستون برای تلاش‌های زهکشی، بلاکسهام به منظور انجام معاملهٔ بزرگتری با وی، شخصاً به فیلادلفیا سفر نمود. در ۱۴ ژوئن سال ۱۸۸۱ قراردادی را به منظور خریداری چهار میلیون جریب (۱۶٬۰۰۰ کیلومتر مربع) زمین ایالت فلوریدا بزرگتر از ایالت کنتیکت، به ارزش مبلغ ۱ میلیون دلار امضاء نمود، خریداری که مورد توجه اخبار بین‌المللی قرار گرفت. زمانی‌که دیستون و ادوارد جیمز رید خریدار دوم، پول را به‌طور کامل پرداخت نمودند، ایالت از بدهی خلاص شد و نخستین توسعهٔ عظیم زمین به زودی به دنبال آن شروع گردید.
مقارن با اخیر دورهٔ نخست بلاکسهام به عنوان فرماندار، در سال ۱۸۸۴ فراخوان تجدید نظر درقانون اساسی فلوریدا افزایش یافت که در اثر تفرقه بین دموکرات‌های ایالت برانگیخته شده بود. جورج فرانکلین درو، از جمله حامیان اسبق بلاکسهام، او را به خاطر خرید زمین دیستون و به همین‌گونه تعهد آشکار او به توسعهٔ فلوریدا پنهندل به ضرر بقیه قسمت‌های ایالت، مورد انتقاد قرار داد. آن‌ها در محور ادوارد آ. پری سرتیپ کنفدراسیون و به طرفداری از فراخوان برگزاری قانون اساسی گرد هم جمع شدند. در سال ۱۸۸۴ بلاکسهام نامزدی حزب دموکرات‌ها را به نفع پری از دست داد. در سال ۱۸۸۵ رأی دهندگان کنوانسیونی را تصویب نمودند که منتهی به قانون اساسی سال ۱۸۸۵ فلوریدا گردید.

## دورهٔ دوم
بلاکسهام در ۱۸ آوریل سال ۱۸۸۵ از طرف رئیس‌جمهور گروورکلیولند به‌عنوان وزیر مقیم و سرکنسول بولیوی تعیین شد. بلاکسهام در این مقام سوگند یاد نمود مگر از کار در این سمت خودداری نمود. در عوض، بلاکسهام در نوامبر سال ۱۸۸۵ به‌عنوان بازرس کل ایالات متحده آمریکا برای ایالت فلوریدا تعیین شد و تا دسامبر سال ۱۸۸۹ این منصب را به‌عهده داشت. حینی‌که پُست بازرس ایالتی در ۱ مه سال ۱۸۹۰ خالی شد، فرماندار فرانسیس پی فلمینگ بلاکسهام را در این سمت منصوب نمود. در ماه اوت سال ۱۸۹۰ بلاکسهام به اتفاق آراء نامزد این سمت شد و به سادگی پیروز انتخابات شد و در سال ۱۸۹۲ مجدداً انتخاب شد.
بازرس بلاکسهام کاندیدا پُست فرمانداری شد و ۱۲ سال پس از ترک وظیفه در سال ۱۸۹۶ پیروز شد. علی‌رغم شهرت محافظه‌کارانه‌اش، در دورهٔ دوم فرمانداری‌اش با برقراری مجدد و توسعه اختیارات کمیسیون راه‌آهن، محدود سازی انحصارات و ایجاد بازرسی در سراسر ایالت‌ها به‌منظور از بین بردن ضایعات و تقلب دولتی، آثار و خدماتی از خود برجای گذاشت. مقررات شرکت بیمهٔ آتش‌سوزی آغاز شد و برای نخستن‌بار در دومین دورهٔ فرمانداری بلاکسهام زنان به‌عنوان سردفتر اسناد رسمی خدمت نمودند.
ویلیام بلاکسهام در ۱۵ مارس سال ۱۹۱۱ در تالاهاسی ایالت فلوریدا فوت نمود. شهرستان برنامه‌ریزی شده تحت عنوان بلاکسهام فلوریدا در اطراف ویلیستون فلوریدا، در یک همه‌پرسی در سال ۱۹۱۵ رد گردید.

## مزرعه
بلاکسهام زارع پنبه در شهرستان لئون ایالت فلوریدا بود و از اواخر دههٔ ۱۸۵۰ مالک مزرعه ویلیام دی. بلاکسهام بود. وی ۵۲ برده داشت.

## ارجاعات
1. ↑  The National Cyclopaedia of American Biography, p. 382.
2. ↑  Headley, p. 695.
3. ↑  Douglas, p. 281.
4. ↑  Headley, pp. 695-696.
5. 1 2  Headley, p. 696.
6. ↑  Florida Governor William Dunnington Bloxham from National Governors Association web site. Accessed April 1, 2008.
7. ↑  Manley, p. 244.
8. ↑  Manley, p. 245.
9. ↑  Manley, pp. 245-246.
10. ↑  Manley, p. 246.
11. ↑  Tebeau, Charlton W. (1980). A History of Florida. Coral Gables, FL: University of Miami Press. p. 252. ISBN 0-87024-149-4.
12. ↑  Morris, Allen; Morris, Joan Perry, eds. (2007). The Florida Handbook 2007-2008. Tallahassee, FL: Peninsular. p. 39. ISBN 978-0-9765846-1-2.
13. ↑  Manley, p. 224.
14. ↑  Grunwald, p. 72.
15. ↑  Grunwald, p. 85.
16. ↑  Grunwald, p. 86.
17. ↑  Grunwald, pp. 86-87.
18. ↑  Prince, Sigsbee C. , Jr. (1951). "Edward A. Perry, Yankee General of the Florida Brigade" (PDF). Florida Historical Quarterly. 29 (3): 197–205. JSTOR 30138822. Retrieved June 23, 2021.
19. ↑  Manley, pp. 267-268.
20. ↑  List of Ambassadors to Bolivia from the United States Department of State web site. Accessed April 1, 2008.
21. ↑  "Selected as Ministers" (PDF). The New York Times. April 19, 1885. Retrieved 2008-03-30.
22. ↑  Manley, p. 328.
23. ↑  Levy County Courthouse بایگانی‌شده  در ۲۰۱۳-۰۲-۰۸ توسط Wayback Machine at the Florida's 10th Judicial Circuit web site. Accessed April 1, 2008.